# 古巴足球協會
古巴足球協會是專門管轄古巴足球事務的組織。古巴足球協會成立於1924年，並在1932年加入國際足協。此外，它還是中北美洲及加勒比海足球協會和加勒比海足球聯盟的成員之一。

## 外部連結
- 國際足協網頁 （页面存档备份，存于）